# Kristián Vincenc z Valdštejna-Vartenberka
Kristián Vincenc Arnošt hrabě z Waldstein-Wartenbergu, počeštěně z Valdštejna-Vartenberka (německy Christian Vincenz Ernst Graf von Waldstein-Wartenberg; 2. ledna 1794 Praha – 24. prosince 1858 Praha) byl český šlechtic z rodu Valdštejnů, podnikatel a průmyslník. V době nastupující průmyslové revoluce zveleboval svá panství Šťáhlavy se zámkem Kozel a zámek a pozemky v okolí Mnichova Hradiště. V Sedlci u Starého Plzence pak založil roku 1816 slévárnu a následně strojírnu, jejíž plzeňská pobočka, Valdštejnské strojírny, se později stala zárodkem Škodových závodů.

## Životopis

### Mládí
Narodil se rodičům Arnoštu Filipovi z Valdštejna-Vartenberka (1764–1832) a Marii Antonii z Desfours (1772–1813). Arnošt Filip pocházel z mnichovohradišťské větve, sňatkem s hraběnkou Desfoursovou rozšířil svůj majetek. Jako jediné ze tří dětí se Kristián dožil dospělosti.

### Vlastní panství
V roce 1816 zdědil po svém prastrýci Janu Vojtěchovi Černínovi (1746–1816) šťáhlavské panství se zámkem Kozel a Nebílovy. Přebýval a působil však také na rodinném zámku v Mnichově Hradišti. Roku 1817 se oženil s Marií, rozenou Thun-Hohenstein. Snažil se zanedbaná panství pozvednout, věnoval se lesnictví, již roku 1816 nechal zřídit v Sedlci u Starého Plzence strojírnu i slévárnu železa a litiny. Zde působil jako první hutní inženýr Antonín Mayer a poté pozdější plzeňský průmyslník František Belani.

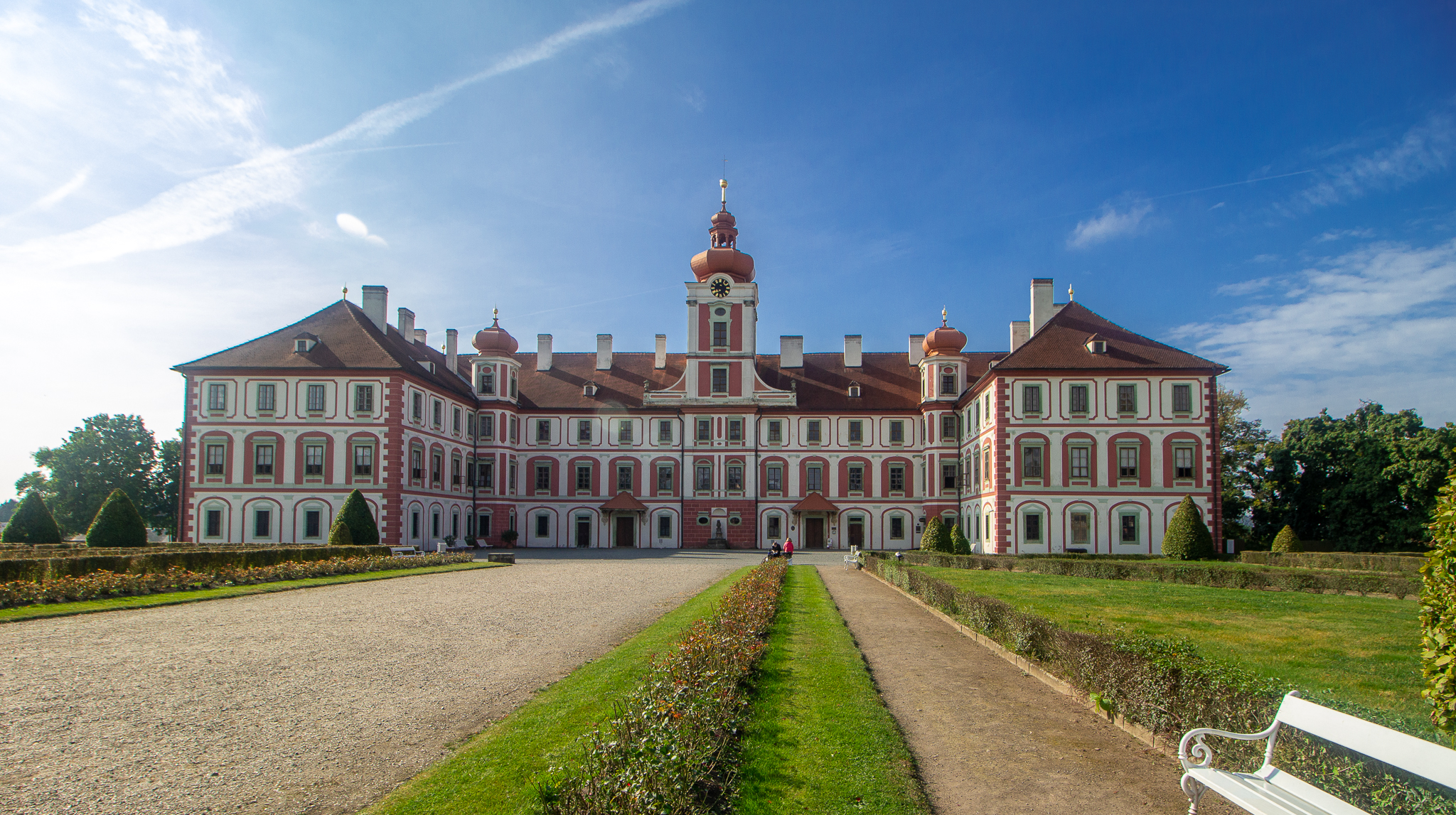
Zámek v Mnichově Hradišti

Podporoval také živé umění. Roku 1830 nechává Kristián z Valdštejna-Vartenberka upravit jednu ze stájí na Kozlu na malé rodinné divadlo. V roce 1833 nechává výrazně upravit zámecké divadlo v Mnichově Hradišti. Začátkem 30. let byl u Kristiána Valdštejna zaměstnán jako písař a správce Jan Schebek, původem ze Šťáhlav, který se později stal úspěšným stavebním podnikatelem.
Roku 1833 hostil mnichovohradišťský zámek mírové setkání tří panovníků, rakouského císaře Františka I., ruského cara Mikuláše I. a pruského korunního prince Bedřicha Viléma, návštěva má podobu několikadenní slavnostní události s vojenskými přehlídkami či hony. Za vzorné hoštění události byl Valdštejn roku 1836 vyznamenán Komandérským křížem Leopoldova řádu.

### Hlava rodu
Poté, co roku 1848 zemřel Antonín Jiří z Valdštejna-Vartenberka (1793–1848) z duchcovsko-litomyšlské linie, Kristián jako nejstarší mužský člen rodu zdědil seniorátní fideikomis Třebíč podle podmínek stanovených již v 17. století. Jako první Valdštejn se také otevřeně přihlásil k odkazu slavného předka Albrechta z Valdštejna, opředeného rozporuplnou minulostí, a o získání titulu vévody. Nabízený rakouský knížecí titul nakonec odmítl. Usiloval také pro svou rodinu tzv. fideikomisu, tedy automatického dědění majetku dle stáří či předem určené posloupnosti, kterým tato větev Valdštejnů, jako jedna z mála rodů, nedisponovala. V rámci této snahy se postaral o zachování rodinných dokumentů a písemností, v čemž následně pokračovali jeho potomci. Ručně psanou kroniku Šťáhlav, hradu Radyně a Lopaty, hradiště Starého Plzence a hradu Plzeň převezl ze svého zámku Kozel do Prahy. Tato kronika, kterou viděl i František Xaver Franc, byla k roku 1928 nezvěstná.

### Valdštejnské strojírny v Plzni

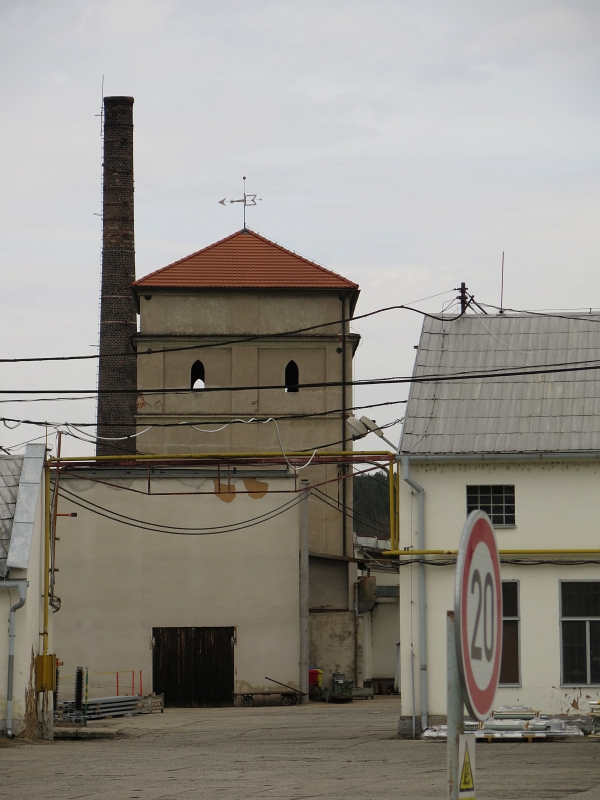
Výtahová věž Valdštejnských sléváren, Sedlec u Starého Plzence

Sedlecké slévárny a strojírny se za účasti Františka Belaniho zdárně rozvíjely, Belani byl jejich ředitelem jmenován roku 1851. Kvůli neshodám s Kristiánem Valdštejnem nad další modernizací a rozšířením výroby odešel již roku 1851 Belani pracovat do železáren bratří Kleinů ve Štěpánově u Olomouce, postavil zde první provoz válcoven. Po Kristiánově smrti roku 1858 se Belani do Sedlce vrací, kvůli rostoucí poptávce po strojích a materiálu v Plzni jsou zde roku 1859 založeny Valdštejnské strojírny. V závodu následně začíná pozvolné kariérní soutěžení mezi Františkem Belanim a plzeňským zde zaměstnaným inženýrem Emilem Škodou.

### Úmrtí
Kristián Vincenc z Valdštejna-Vartenberka zemřel 24. prosince 1858 Praze ve věku 64 let a o tři dny později byl pochován v rodinné hrobce v Mnichově Hradišti. Po jeho smrti převzal správu rodového majetku jeho prvorozený syn Arnošt František. Ten roku 1869 prodal Valdštejnské strojírny Emilu Škodovi, který z nich následně pod svým jménem vybudoval jedny z největších závodů v Rakousku-Uhersku.

### Rodina a potomci
Kristián Vincenc z Valdštejna se 14. května roku 1817 v Praze oženil s Marií Františkou z Thun-Hohensteinu (21. 8. 1793 Prčice – 20. 1. 1861 Doksy), dcerou majitele panství Poběžovice v západních Čechách Antonína Josefa z Thun-Hohensteinu (1754–1840) a jeho manželky Marie Terezie Wratislavové z Mitrowicz (1766–1851). Bydleli ve Valdštejnském paláci. Měli spolu osm dětí, z nichž sedm se dožilo dospělosti:
- 1. Antonie Žofie Arnoštka (24. 2. 1818 – 15. 11. 1887)
- 2. Tekla Aloisie Terezie (30. 8. 1819 – 1827)
- 3. Arnošt Antonín František de Paula (10. 10. 1821 Praha – 1. 8. 1904 Praha), prvorozený syn a dědic panství
  - 1. ∞ (14. 5. 1848 Praha) Anna Marie ze Schwarzenbergu (20. 2. 1830 Praha – 11. 2. 1849 Praha)
  - 2. ∞ (23. 6. 1851 Vídeň) Marie Leopoldina ze Schwarzenbergu (2. 11. 1833 Vídeň – 8. 2. 1909 Praha)
- 4. Josef Arnošt (22. 9. 1824 Šťáhlavy – 21. 7. 1903 Třebíč), c. k. polní podmaršál, člen Panské sněmovny
- 5. Gabriela (10. 9. 1827 Šťáhlavy – 14. 1. 1890 Florencie, pohřbena v Rohanské hrobce v Loukově)
  - ∞ (18. 6. 1850 Praha) Artur Rohan (13. 6. 1826 – 17. 2. 1885)
- 6. Ernestina / Arnoštka (24. 9. 1829 – 2. 11. 1857 Rokytnice v Orlických horách)
  - ∞ (4. 4. 1850) hrabě Josef II. z Nostic-Rokytnice (5. 12. 1821 – 16. 10. 1890), poslední člen rokytnické linie rodu, majitel velkostatku Planá u Mariánských Lázní a Rokytnice v Orlických horách[9]
- 7. Františka (25. 8. 1831 – 31. 1. 1915)
- 8. Aloisie (16. 11. 1832 – 21. 6. 1909)